# Democrazia e Catalogna
Democràcia i Catalunya (Democrazia e Catalogna in italiano) fu una coalizione elettorale che presentò al Senato nelle quattro province catalane alle elezioni generali spagnole del 1977, le prime elezioni democratiche dopo la morte di Francisco Franco.
Ne facevano parte la Convergenza Democratica di Catalogna (CDC), Sinistra Democratica di Catalogna (EDC) e l'Unione Democratica di Catalogna (UDC). La lista ottenne due senatori a Lleida e Girona. I due senatori eletti (Francesc Ferrer di Girona Maria Rubiés di Lleida) appartenevano a CDC. Entrambi i senatori si aderirono al gruppo Entesa dels Catalans.
La coalizione non venne ripresentata, infatti l'EDC si sciolse nella CDC e quest'ultima, insieme all'UDC, formò la coalizione Convergenza e Unione.